# Greg Tansey
Gregory „Greg“ James Tansey (* 21. November 1988 in Huyton) ist ein ehemaliger englischer Fußballspieler.

## Karriere
Greg Tansey wurde im November 1988 in Huyton, einem Stadtviertel von Liverpool geboren. Als 13-Jähriger kam er 2001 zu Stockport County. Für den Verein spielte er bis zum Jahr 2006 in der Jugend. Im Oktober 2006 gab er sein Debüt als Profi gegen Macclesfield Town in der Football League Trophy. In der Saison 2006/07 absolvierte er für den Viertligisten drei Ligaspiele. Nach einer Leihe zum unterklassigen FC Altrincham konnte er in Stockport in den beiden folgenden Spielzeiten seine Einsatzzeiten stetig steigern. Ab der Saison 2009/10 konnte er sich einen Stammplatz erkämpfen, den er für zwei Spielzeiten behielt. Im Juni 2011 wechselte Tansey zu Inverness Caledonian Thistle nach Schottland. Nach einer Saison wechselte er bereits wieder zurück nach England und spielte beim Drittligisten FC Stevenage. Nachdem der Verein aus der dritten Liga abgestiegen war, unterschrieb er erneut einen Vertrag in Inverness. Dort war er unbestrittener Stammspieler und gewann mit dem Verein im Jahr 2015 den schottischen Pokal. Im März 2017 unterschrieb Tansey einen ab der Saison 2017/18 laufenden Vertrag beim FC Aberdeen. Nachdem er in der Hinrunde nur neunmal zum Einsatz gekommen war, wurde Tansey im Januar 2018 an Ross County verliehen.
Nachdem er bereits einige Zeit bei Warrington Town mittrainiert hatte, wurde er Mitte September 2019 vom in der Northern Premier League spielenden Klub verpflichtet, bei dem auch sein früherer Inverness-Mannschaftskameraden David Raven spielte. Bereits zwei Wochen später verkündete er 30-jährig sein Karriereende, Grund waren seit Jahren bestehende Probleme nach einer verpfuschten Leistenoperation und Osteomyelitis.

## Erfolge
mit Inverness Caledonian Thistle:
- Schottischer Pokalsieger: 2015